# عمر رورو
عمر رورو، ولد في 16 مارس 1931 في قصر هلال، هو موظف سامي وسياسي تونسي.

## السيرة الذاتية
ولد عمر رورو في مدينة قصر هلال الساحلية، وانتقل لمزاولة تعليمه الثانوي في تونس العاصمة، تحديدا في المدرسة الصادقية المرموقة، ثم غادر للدراسة بفرنسا بين 1952 و1964، أين درس في جامعة أكس مرسيليا والمدرسة الوطنية العليا للبترول والمحركات وجامعة باريس السوربون. بعد انتهاء دراسته، عاد إلى تونس وبدأ عمله كموظف.

تولى العديد من المهام في مساره كموظف: رئيس قسم الجيوفيزياء في شركة البحوث واستغلال النفط بتونس (سيربت) حتى 1967، ثم نائب مديرها العام في 1970، قبل أن يصبح رئيس مدير عام هاته الشركة بين 1980 و1991. من جهة أخرى، شارك عمر رورو في تأسيس المؤسسة التونسية للأنشطة البترولية في 1972، والتي أصبح الرئيس المدير العام فيها بين 1974 و1979. وكذلك كان رئيس مدير عام الشركة الفرنسية التونسية للبترول بين 1971 و1974.

أما مساره الحكومي، فقد تولى فيه عدة مناصب مثل مدير قسم الطاقة بين 1968 و1969، ثم مدير الطاقة والمناجم بين 1970 و1974، قبل أن يصبح وزيرا للصناعة والطاقة والمناجم بين 7 نوفمبر 1979 و25 أبريل 1980.